# Gubitzmoos
Gubitzmoos ist ein Gemeindeteil der Gemeinde Hummeltal im Landkreis Bayreuth (Oberfranken, Bayern). Gubitzmoos liegt in der Gemarkung Creez.

## Geografie
Der Weiler liegt am Kaltenbrunnen, dem rechten Oberlauf der Weides, die ein linker Zufluss der Truppach ist. Im Süden liegt der Gubitzmooswald. Dort befindet sich der Schleifberg (563 m ü. NHN, 1 km südlich), eine Erhebung der nördlichen Fränkischen Schweiz. Der Ort ist von Acker- und Grünland umgeben. 0,5 km nordöstlich liegt die Anhöhe Deutes (502 m ü. NHN). Eine Gemeindeverbindungsstraße führt nach Creez zur Staatsstraße 2163 (1,4 km östlich) bzw. an Voitsreuth und Lenz vorbei nach Schobertsreuth (1,2 km nordwestlich).

## Geschichte
Gegen Ende des 18. Jahrhunderts bestand Gubitzmoos aus einem Anwesen und gehörte zur Realgemeinde Creez. Die Hochgerichtsbarkeit stand dem bayreuthischen Stadtvogteiamt Bayreuth zu. Das Hofkastenamt Bayreuth war Grundherr des Hauses.
Von 1797 bis 1810 unterstand der Ort dem Justiz- und Kammeramt Bayreuth. Mit dem Gemeindeedikt wurde Gubitzmoos dem 1812 gebildeten Steuerdistrikt Pettendorf und der im gleichen Jahr gebildeten Ruralgemeinde Creez zugewiesen. Am 1. April 1971 wurde Gubitzmoos im Zuge der Gebietsreform in Bayern in die Gemeinde Hummeltal eingegliedert.

### Einwohnerentwicklung
| Jahr      | 001819 | 001822 | 001861 | 001871 | 001885 | 001900 | 001925 | 001950 | 001961 | 001970 | 001987 | 002022 |
| Einwohner | 9      | 11     | †      | 15     | 34     | 22     | 21     | 25     | 20     | 28     | 24     | 16     |
| Häuser    |        | 1      |        |        | 6      | 4      | 5      | 5      | 5      |        | 6      |        |
| Quelle    | [ 9 ]  | [ 6 ]  | [ 10 ] | [ 11 ] | [ 12 ] | [ 13 ] | [ 14 ] | [ 15 ] | [ 16 ] | [ 17 ] | [ 18 ] | [ 1 ]  |

## Religion
Gubitzmoos ist evangelisch-lutherisch geprägt und nach St. Bartholomäus (Mistelgau) gepfarrt.